# Vassunda flygfält
Vassunda flygfält ligger tre kilometer väster om Knivsta, i Vassunda, Uppsala län, nära länsväg 255.
Flygfältet, som är ägt av en privatperson, arrenderas av Vassunda Flygklubb. Flygklubben bedriver skolning till ultralättcertifikat och disponerar två UL-flygplan, dels en Flight Design CT SW, SE-VAX, och en Avid Flyer, SE-VOU.

## Bildgalleri

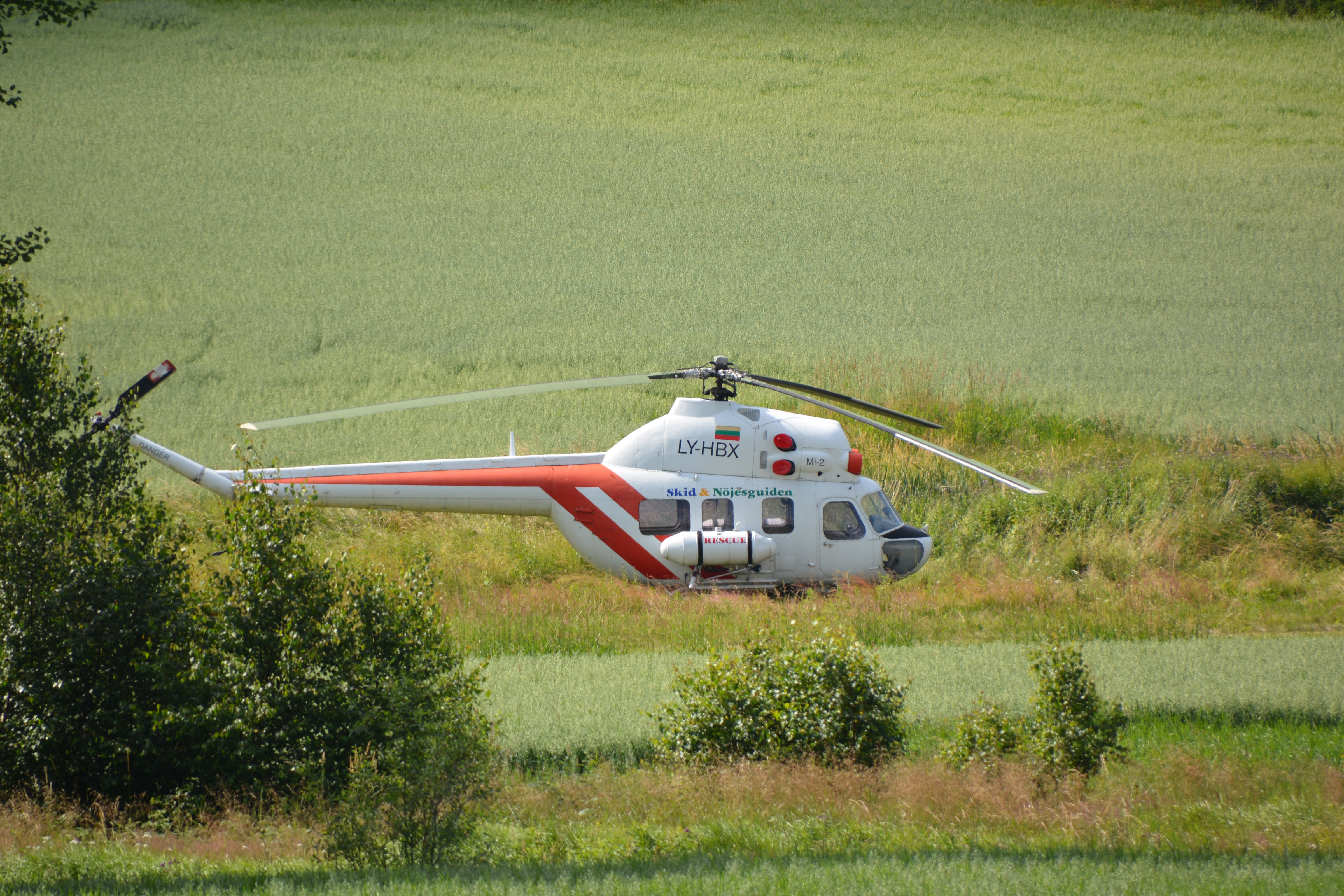
Mil Mi-2-helikopter parkerad på Vassunda flygfält